# Orde van de Gouden Vlam

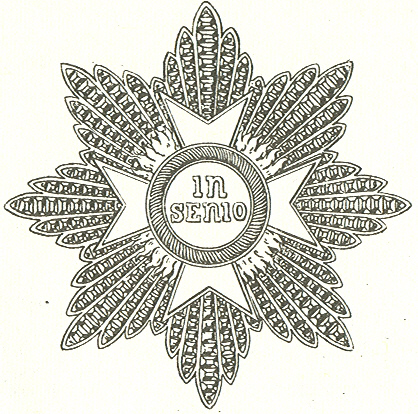
De ster van de Orde.

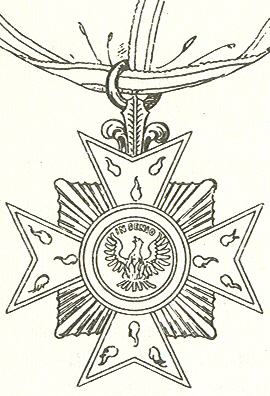
Het kruis van de Orde.

De Orde van de Gouden Vlam (Duits: "Goldenen Flamme") van het voormalige Vorstendom Hohenlohe is een huisorde van de gelijknamige vorstelijke familie, de vorsten van Hohenlohe-Waldenburg-Schillingfürst. De orde werd op 29 december 1757 door Phillip Ernst I, Vorst van Hohenlohe-Waldenburg-Schillingfürst ingesteld ter gelegenheid van zijn 95e verjaardag. Vandaar ook het motto van de Orde "In Senio" (Latijn: "In de ouderdom") dat overigens ook verwijst naar zijn positie als hoofd van de oudste tak van de familie. Deze Orde was gedacht als een "band der vriendschap" voor kinderen, kleinkinderen en naaste familieleden.
De zoon van de stichter, Karl Albrecht I hervormde in 1770 de Orde en voegde daar een tweede klasse, de "Orde van de Fenix" geheten aan toe. Voor het toekennen van de Orde waren nu 16 kwartieren vereist en de toelatingseisen waren zo streng als in de Maltezer Orde.
De fenix als motief was ontleend aan het helmteken van de Hohenlohes.
In 1795 werd de Orde door Vorst Leopold van Hohenlohe-Bartenstein, het oudste lid van de oudste tak van het Vorstenhuis, opnieuw van nieuwe statuten voorzien; de eerste klasse was nu de werkelijke huisorde en was alleen bestemd voor de leden van de Vorstelijke familie en andere regerende (Duits: "Unmittelbare") Vorstelijke en Grafelijke Huizen terwijl de tweede klasse een Orde voor de adellijke dienaren en dienaressen van de familie was. Deze tweede klasse werd na 1829 niet meer verleend.
In de Reichsdeputationshauptschluss van 1806 verloor ook de Vorst van Hohenlohe zijn kleine rijk. Hij werd gemediatiseerd en was nu een onderdaan, zij het als "Standesherr", van de Koning van Württemberg. Met toestemming van deze Koning werd de huisorde van de Hohenlohes ook na 1806 nog uitgereikt.
Heren dragen een grote zilveren ster met een maltezer kruis met gouden vlammen in de kruisarmen en een blauw in goud gevat medaillon. Het medaillon op de ster toont de woorden "IN SENIO". Het lint is karmijnrood met twee zilvergrijze strepen.